# Muiterij op de "Oceaan"
Muiterij op de "Oceaan" (Frans: Les révoltés de l'Océane) is het vierde verhaal uit de Belgische stripreeks Roodbaard van Jean-Michel Charlier en Victor Hubinon. Het werd in 1965 als stripalbum uitgebracht.
Het verhaal is een vervolg op de gebeurtenissen uit album #3 (Het brandmerk van de koning). Dit is het eerste album waarin Roodbaard zelf niet voorkomt, maar enkel door zijn zoon Erik vernoemd wordt en tevens het eerste en enige album uit de reeks waarin Driepoot geen rol heeft.

## Het verhaal
Erik is door het Franse hof veroordeeld tot 20 jaar dwangarbeid op de galeien des konings. Hij wordt naar Toulon gevoerd, waar hij roeier wordt op de galei Oceaan. De galei heeft de opdracht om de Corsicaanse piraat Omar-el-Hadj op te brengen. Het schip vaart eerst naar Marseille, waar nog een lading dwangarbeiders moet wordt opgehaald. Tot Eriks verrassing blijkt zich onder deze gevangen ook zijn vriend Baba te bevinden, die in Martinique werd opgepakt wegens opruiing, hoewel hij eigenlijk spioneerde voor piratenkapitein Roodbaard.
De kapitein van de Oceaan gaat op weg naar het door de Turken bezette Griekenland, waar Omar-el-Hadj zich zou bevinden. Met de hulp van Griekse partizanen proberen ze de piraat te vangen, maar wanneer een groep partizanen door de Turken wordt opgepakt lekt de operatie uit. In de Golf van Korinthe wordt de Oceaan door de Turkse vloot in de val gelokt. Bij het eerste salvo van de Turken op het Franse schip komen de meeste officieren om. De gevangenen, waaronder Erik en Baba, kunnen zich bevrijden en maken zich meester van het schip. De Turken, die zien dat de Franse soldaten het schip verlaten, besluiten de Oceaan niet opnieuw onder vuur te nemen zodat ze het schip en de lading onbeschadigd in handen krijgen. Maar Erik weet de slaven te bewegen weer op de roeibanken te gaan zitten om een bestaan als slaaf onder Turkse meesters te vermijden. Met een gedurfde manoeuvre kunnen de Fransen een van de aanvallende feloeken laten zinken en ontsnappen. Op de vlucht voor de Turkse vloot verschuilen de Fransen zich in de baai van Mesolongi, waarop de Turken hen passeren zonder dit in de gaten te hebben. Daarna varen de vluchtelingen niet zoals de Turken zullen verwachten naar het noorden, maar naar het zuiden, naar de door de Turken beheerste wateren.
In het door de Turken bezette Kreta veroveren ze de feloek van admiraal Khar-el-Eidin. Erik ontdekt aan boord van dit schip geheime plannen voor een gezamenlijke Engels-Turkse zee-aanval op Frankrijk. Ze varen terug naar Frankrijk om hun landgenoten voor dit dreigende gevaar te waarschuwen, waarop Erik en de andere dwangarbeiders gratie krijgen.